# Regnershøj

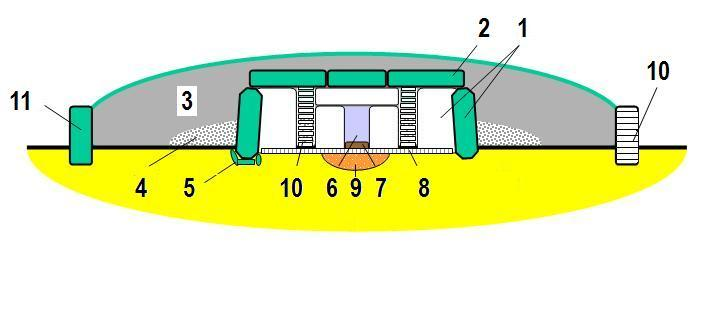
Schema Ganggrab (Querschnitt) 1=Trag-, 2= Deckstein, 3=Erdhügel, 4=Dichtung, 5=Verkeilsteine, 6=Zugang, 7= Schwellenstein. 8=Bodenplatten, 9=Unterbodendepots, 10=Zwischenmauerwerk 11=Randsteine

Der Regnershøj (auch Regnshøj Bjerre genannt) liegt am Urhøjvej südlich vom Dorf Svallerup, nahe der Straße zwischen Kalundborg und Korsør, auf der dänischen Insel Seeland. Das Ganggrab (dänisch Jættestue) wurde um 1850 ausgegraben und in den Jahren 1910, 1989 und 2004 restauriert. Der Regnershøj ist eine Megalithanlage der Trichterbecherkultur (TBK), die zwischen 3500 und 2800 v. Chr. entstand. Das Ganggrab ist eine Bauform jungsteinzeitlicher Megalithanlagen, die aus einer Kammer und einem baulich abgesetzten, lateralen Gang besteht. Diese Form ist primär in Dänemark, Deutschland und Skandinavien, sowie vereinzelt in Frankreich und den Niederlanden zu finden. Neolithische Monumente sind Ausdruck der Kultur und Ideologie neolithischer Gesellschaften. Ihre Entstehung und Funktion gelten als Kennzeichen der sozialen Entwicklung.

## Beschreibung
Die ovale Kammer besteht aus 13 Tragsteinen und drei Decksteinen. Der Gang hat noch fünf Tragsteinpaare und vier erhaltene Decksteine. Der ovale Hügel misst etwa 30,0 × 20,0 m und ist vier Meter hoch. Der Wandaufbau ist zwei-, partiell sogar dreireihig. Damit reiht sich die Anlage in eine Gruppe extrahoher Kammern ein, die in dem nahegelegenen Rævehøj von Dalby mit etwa 2,5 m Innenhöhe ihre höchste Gestaltung erfährt.
Im Jahre 1989 wurde festgestellt, dass es sich beim Regnershøj ursprünglich um ein Doppelganggrab (dänisch Dobbeltjætte- oder Tvillingejættestuer) handelt. Das Hauptverbreitungsgebiet dieser Unterart des Ganggrabes ist die Insel Seeland und der Norden von Jütland. Welche Bedeutung die bipolare Konzeption hat, die gleichzeitig mit anderen baulichen Lösungen entstand, bleibt unklar. Die beiden Hälften einer Doppelanlage haben auf Seeland eine gemeinsame Zwischenwand (z. B. im etwa fünf Kilometer entfernten Korshøj in Ubby). Die Achsen der Kammern bilden meist einen überstumpfen Winkel und passen sich mit ihren langen Gängen den Rundhügeln an. Beim Regnershøj ist eine der beiden Anlagen bereits vor langer Zeit abgerissen worden, während die andere völlig intakt erhalten ist.
Während der Ausgrabung im Jahre 1850 fand man im Zugang der intakten Anlage einige menschliche Knochen. Interessant war ein Beinknochen, der gebrochen und wieder zusammengewachsen war. Ein Beinbruch bedeutete in der Jungsteinzeit also nicht den sicheren Tod. Es wurde auch festgestellt, dass der Schädel in der östlichen Ecke lag, während die Arm- und Beinknochen im westlichen Teil der Kammer gefunden wurden. Ähnliche Merkmale sind aus anderen europäischen Großsteingräbern bekannt.
Im Jahr 2004 wurde entdeckt, dass der Zugang die Spuren eines Ard (vorzeitlicher Pflug) zeigt. Spuren rituellen Pflügens auf dem Bauplatz von Großsteingräbern sind bereits häufiger entdeckt worden.
Südlicher, auf der anderen Seite der Straße 22 liegt der Uhrhøj bei Gørlev.